# 2022年ロシアのウクライナ侵攻におけるウクライナ人ジェノサイドの申し立て
2022年ロシアのウクライナ侵攻の間に、ポーランド、ウクライナ、カナダ、エストニア、ラトビア、リトアニア、アイルランド共和国を含んだ国の議会は、ジェノサイドが行われたと発表した。エフゲニー・フィンケル、ティモシー・スナイダー、グレゴリー・スタントン、法律の専門家であるオットー・ルフターハント、ザハール・トローピン（Zakhar Tropin）、そしてラウル・ウォレンバーグ人権センターによる包括的なレポートを含むジェノサイドの学者たちは、ジェノサイドの定義に従って必要とされる行動とともに、大量虐殺の意図があり、同時にジェノサイドを立証すると主張した。
人権派弁護士のファン・メンデスは2022年3月4日、ジェノサイドの主張は調査するに値するが推測されるべきでないと表明し、ジェノサイドの学者アレクサンダー・ヒントンはロシアの大統領ウラジーミル・プーチンのジェノサイドのレトリックが、大量虐殺の意図を立証するために適切に戦争犯罪につなげられる必要があるだろうが、ロシアがウクライナでジェノサイドを犯しているというのは「まったく可能性が高い」とはっきり述べた。行われたロシアの暴力によって犯された戦争犯罪は、性暴力や拷問、超法規的殺人、略奪を含んでいる。

## 背景

### ジェノサイドの法的定義
1948年のジェノサイド条約の下で、ジェノサイドは、大量虐殺の意図（”破壊する意図、全てもしくは一部を”）と、”国民や民族、人種的あるいは宗教的集団”を破壊するために遂行する行為の両方を必要とする。その行為はいずれかの場合である。
:(a) 集団のメンバーを殺害すること
(b) 集団のメンバーに深刻な肉体的または精神的危害を与えること
(c) 全てまたは一部に身体の破壊をもたらすために見積もられた生活条件を意図的に課すこと
(d) 集団内の出生を防ぐことを意図する措置を課すこと
(e) 集団の子どもを別の集団に強制的に移すこと—Convention on the Prevention and Punishment of the Crime of Genocide, Article 2
罰すべき行為には、ジェノサイド、そしてまたジェノサイドを犯すための共謀、企て、共同謀議、扇動が含まれており、条約加盟国は、それらを防ぎ止める義務を持つ。